# Hetman

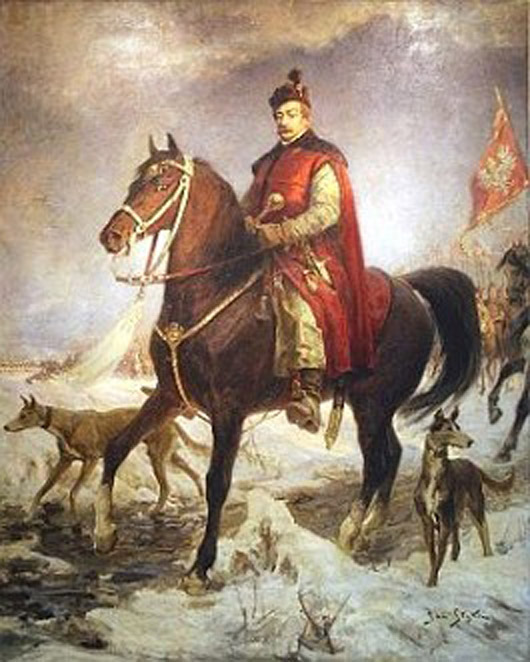
Jan Zamoyski zu Pferd, erster Großhetman der polnischen Krone, das Symbol der Hetmanswürde in der rechten Hand haltend, den Hetmansstab.

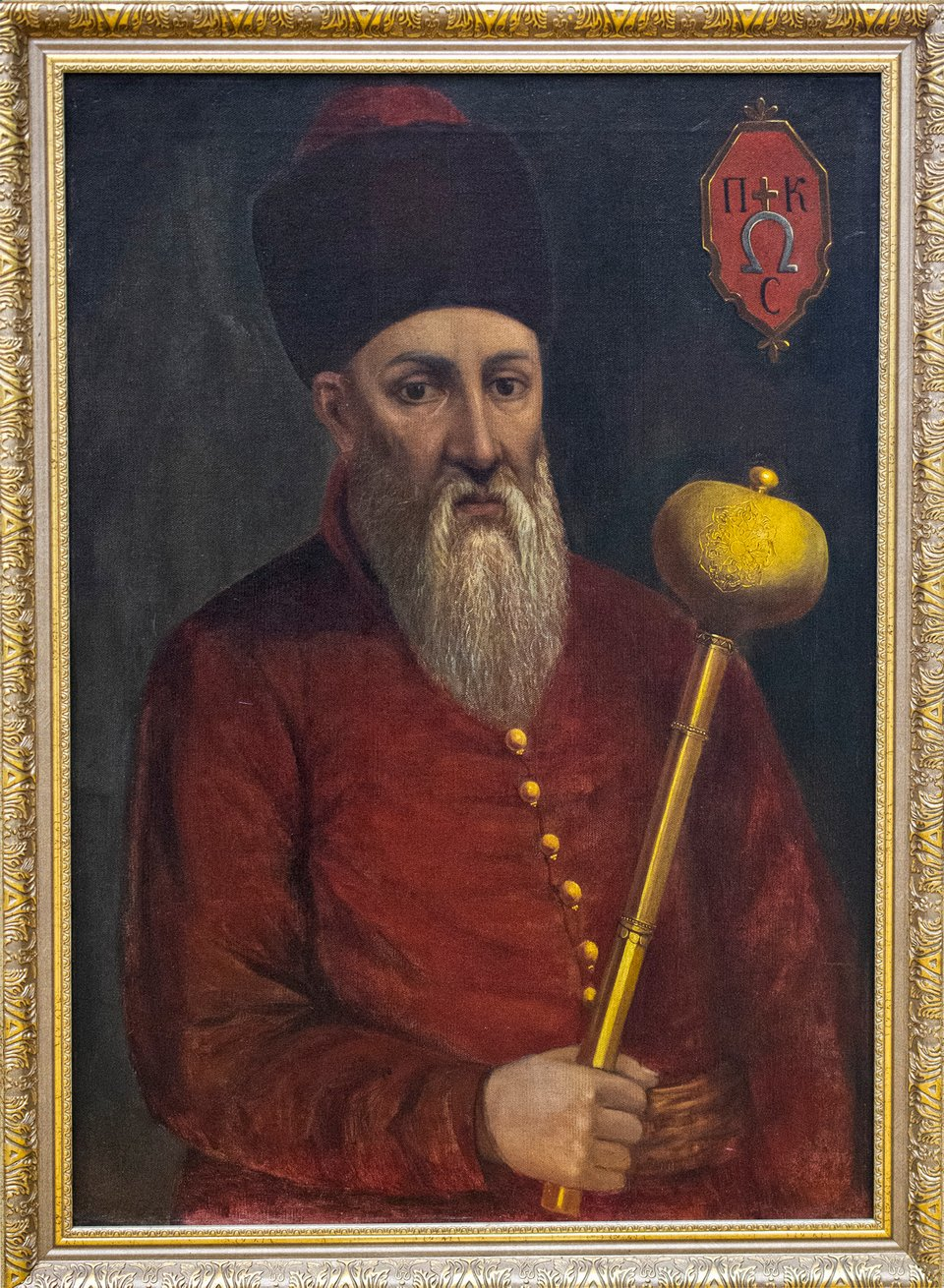
Hetman Petro Konaschewytsch-Sahaidatschnyj, Porträt von Havrylo Vasko, Mitte des 19. Jahrhunderts

Der Hetman war zwischen dem 15. und 18. Jahrhundert in Polen und Litauen der zweithöchste Feldherr nach dem König (vergleichbar mit einem Feldmarschall bzw. Reichsmarschall im Heiligen Römischen Reich), außerdem bezeichneten die Kosaken ihren Heerführer anfänglich ebenfalls als Hetman.

## Etymologie
Polnisch hetman (älter auch etman, hejtman, bezeugt seit 1429) ist entlehnt aus mittelhochdeutsch heuptman „Hauptmann, Heerführer“.

## Polen-Litauen
Im Jahre 1581 wurde Jan Zamoyski zum ersten Großhetman der polnischen Krone ernannt. Ihm zur Seite stand sein Stellvertreter, der Feldhetman der polnischen Krone. Zamoyski war der erste Hetman, der das Oberkommando über die gesamte polnische Armee innehatte. Der Großhetman wurde vom König direkt ernannt und hatte die uneingeschränkte Macht über die Truppen. Nur wenn der König bei der Armee verweilte, musste er das Kommando abgeben. Ab 1581 schworen die Soldaten der Krone dem Großhetman die Treue, nicht mehr direkt dem König. Dem Großhetman gehörten alle Gefangenen und erpresste Lösegelder. Es war ihm aber verboten, sich in Volksberatungen einzumischen und der Königswahl beizuwohnen.
Diese Art der Untergliederung gab es ab 1581 sowohl in Polen als auch in Litauen. Im Jahre 1792 wurden die Hetmanwürden vom polnischen Sejm aufgehoben.
Es gab einen Großhetman, der in Friedenszeiten am Hofe des Königs verweilte und sich um die Verwaltung und Belange des Militärs kümmerte
- in Polen: Großhetman der (polnischen) Krone (poln. hetman wielki koronny)
- in Litauen: Großhetman von Litauen (poln. hetman wielki litewski)

und seinen Stellvertreter, den Feldhetman, der die Landesgrenzen mit kleinen, mobilen Einheiten gegen die Einfälle, darunter der Tataren, zu verteidigen hatte.
- in Polen: Feldhetman der (polnischen) Krone (poln. hetman polny koronny)
- in Litauen: Feldhetman von Litauen (poln. hetman polny litewski)

## Kosaken

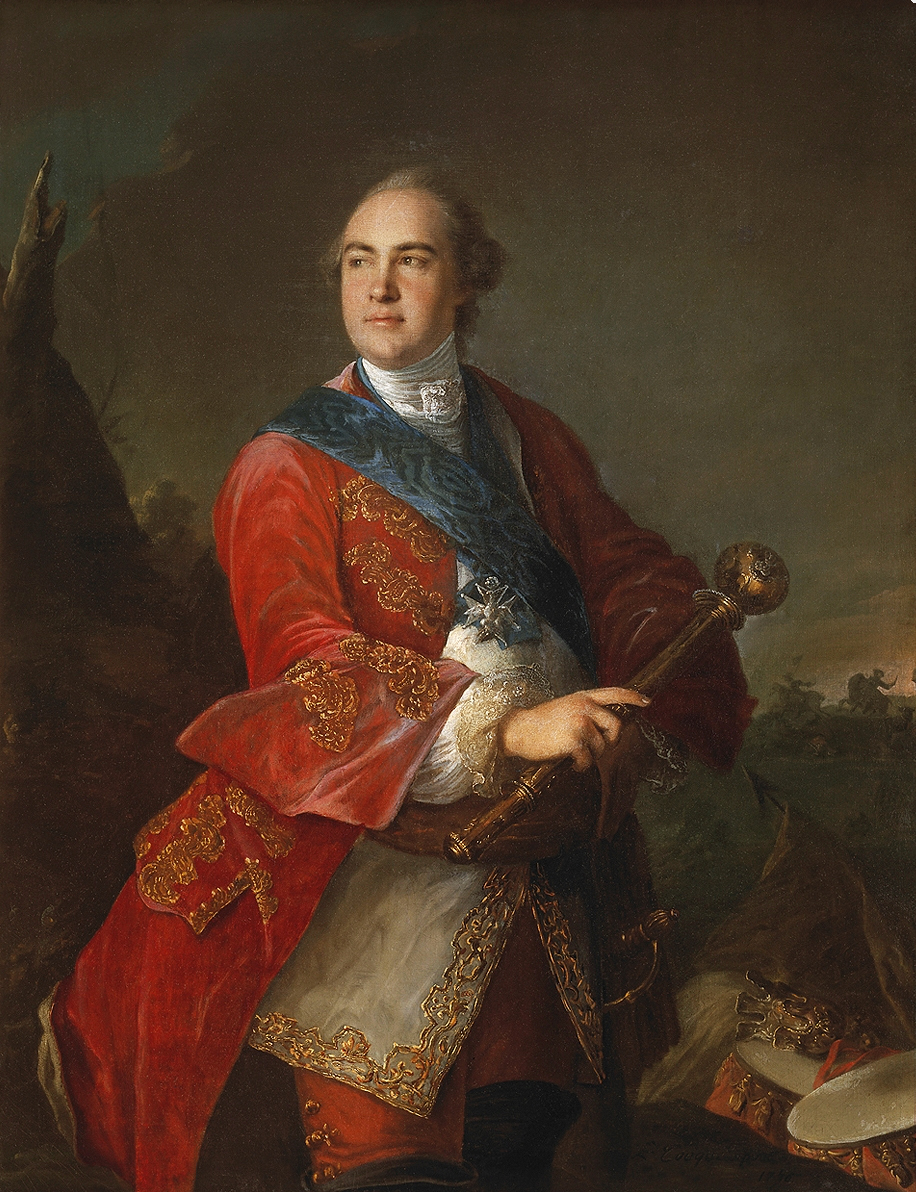
Kirill Grigorjewitsch Rasumowski, der letzte kosakische Hetman

Bei den Saporoger Kosaken des auf dem Gebiet der heutigen Ukraine liegenden Hetmanat wurde der Großhetman Oberster Otaman genannt. Bei den Donkosaken im Zarentum Russland wurde der Oberbefehlshaber Ataman genannt.
Erstmals wurde 1576 vom polnischen König Stephan Báthory ein kosakischer Hetman berufen. Dieser sollte die kosakischen Soldaten besser organisieren und zu einem stehenden Heer formieren. Ihm wurde als Zeichen seiner Würde ein Kommandostab, ein Siegel und eine Fahne für das kosakische Heer überreicht. Nachdem Russland 1654 die Kosaken unterworfen hatte, wurde weiterhin ein Hetman ernannt. Dieser unterstand fortan direkt dem Zaren. Nachdem 1708 der Hetman Iwan Masepa auf die Seite des schwedischen Königs Karl XII. gewechselt hatte und im folgenden Jahr von der Armee des Zaren Peter I. besiegt worden war, beschnitt dieser die Befugnisse des Hetmans sehr stark. Die Stelle blieb bis 1750 unbesetzt. Kirill Grigorjewitsch Rasumowski war von 1750 bis 1764 der letzte Hetman der Saporoger Kosaken. Die russische Kaiserin Katharina II. hob die ukrainische Feldherrenwürde im Jahre 1764 auf und setzte eine Regierung mit acht Ministern ein.